# HD75811
HD75811 — подвійна зоря. 
Ця подвійна система має видиму зоряну величину в смузі V приблизно 6,4.
Вона розташована на відстані близько 547,2 світлових років від Сонця.

## Подвійна зоря
Головна зоря цієї системи належить до хімічно пекулярних зір й має спектральний клас A3.
Інша компонента має  спектральний клас A7.

## Фізичні характеристики
Зоря HD75811 обертається 
порівняно повільно 
навколо своєї осі. Проєкція її екваторіальної швидкості на промінь зору становить  Vsin(i)= 18км/сек.